# Anthene tongidensis
Anthene tongidensis är en fjärilsart som beskrevs av Bethune-Baker 1926. Anthene tongidensis ingår i släktet Anthene och familjen juvelvingar. Inga underarter finns listade i Catalogue of Life.